# Гипотеза двух источников

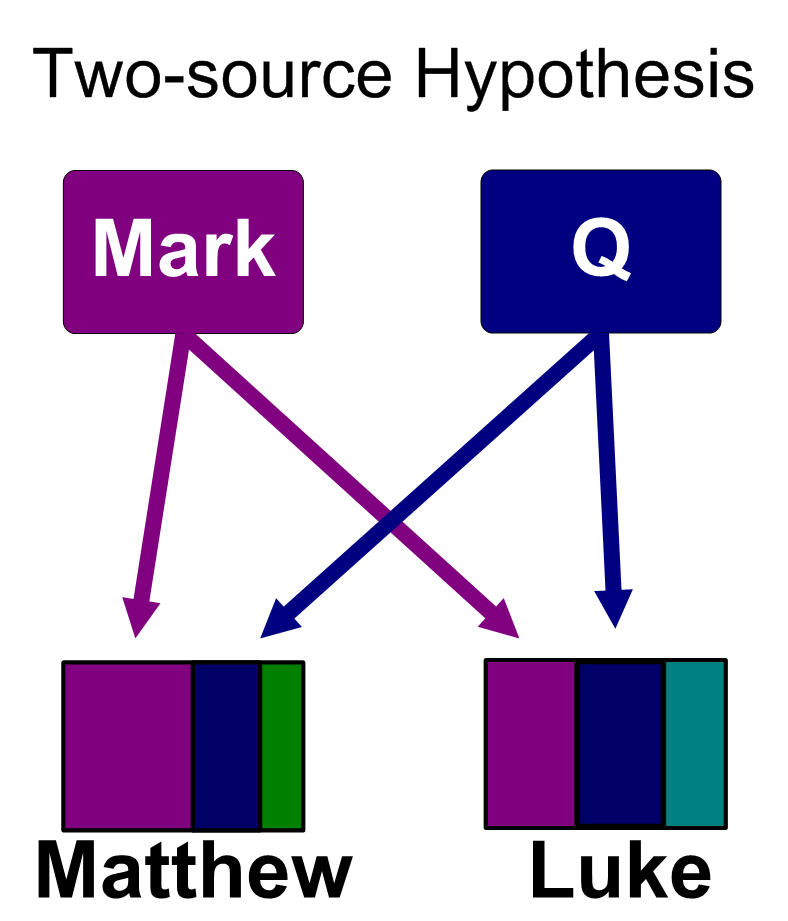
Евангелия от Матфея и Луки были написаны независимо друг от друга, каждое из них использует в качестве источника Марка и второй документ под названием «Q». Q — «общий» материал у Матфея и Луки, которого нет у Марка

Теория «двух источников» Евангелий была разработана в 1863 году протестантским теологом Генрихом Юлиусом Хольцманном.
В начале XX века эта теория приобрела особое значение в новозаветной историко-литературной критике. Сторонники «теории двух источников» исходили из убеждения в хронологическом первенстве Марка и гипотезы об утраченном сборнике Логий, или «Q».
Согласно этой теории, Марк и «Quelle» (нем. quelle — «источник») были основными и главными источниками для Матфея и Луки.
Авторы теории «двух источников» пришли к выводу: большая часть материала (не связанного с именем Марка), общего для Матфея и Луки, состоит из высказываний Иисуса. На основе этого появилось предположение, что существует некий древний документ, на который опирались Матфей и Лука при написании Евангелий; этот документ часто упоминается как «Q», также его часто рассматривают как собрание высказываний Иисуса.
Многие учёные делают вывод, что евангелисты Матфей и Лука должны были пользоваться одним источником, поскольку в их работах присутствует много немарковского материала. Это мнение основывается на отрицании всякой возможности, чтобы один евангелист использовал материал другого или оба они заимствовали общий, часто лексически очень схожий материал из устного источника. Сначала считалось, что этот источник не представлял собой повествования. Но когда было признано, что он являлся повествованием, ибо иначе Матфей и Лука не могли бы зависеть исключительно от Марка и Логии, было предложено назвать его более подходящим термином, символом «Q».
Когда новозаветные штудии привели к выводу, что Евангелия основывались на письменных документах, «Q» как письменный источник был признан более обоснованным и фактически обязательным.
Эта гипотеза основывалась на следующих предположениях:
1. Большой объём общего материала у Матфея и Луки (до 250 стихов), отсутствующего у Марка, большая часть которого имеет лексическое сходство, можно объяснить не чем иным, как существованием общего письменного источника[2].
2. Порядок, в котором Матфей и Лука использовали свой общий материал, почти один и тот же. Однако некоторые отклонения от этого порядка естественно поставили вопрос, кто из них ближе придерживается первоначального порядка в «Q», и мнения учёных здесь расходятся. Те, кто предпочитает Матфея, утверждают, что его литературный метод отличается от свободного художественного метода Луки. Но это противоречит общепризнанной привычке Матфея объединять свои источники. Для Луки, который обычно вводил свои источники «блоками», было меньше оснований, чем для Матфея, изменять порядок. Поэтому, хотя к общему порядку надо подходить с некоторыми оговорками, большинство сторонников гипотезы «Q» считает его достаточно веским доказательством в пользу использования общего источника.
3. Существование так называемых дубликатов у Матфея и Луки также считается подтверждением гипотезы «Q». Это дважды встречающиеся изречения, из которых одно взято у Марка, а другого из-за некоторых вариаций нет, и это требует существования другого источника, который содержал бы аналогичное предание.
4. Иногда сходство у Матфея и Луки выражается в необычных словах и выражениях или в грамматических особенностях[3].